# Ходжаш, Светлана Измайловна
Светла́на Изма́йловна Ходжа́ш (полное имя Адриа́на-Светла́на-Гуле́ф Самуи́л-Изма́йловна Ходжа́ш; 10 ноября 1923, Евпатория — 12 августа 2008, Москва) — советский и российский востоковед, доктор искусствоведения, член Союза московских художников, специалист по культурам Древнего Египта и Урарту.

## Биография
Родилась в Евпатории в 1923 году в семье караимов — Самуила Моисеевича и Тамары Богдановны (Эльнатановны) Ходжашей. Брат — Александр Измайлович Ходжаш (1925—1943), участник Великой Отечественной войны, погиб на фронте. Мать рано умерла, в 1941 году. Светлана Измайловна перебралась в Москву, поступила на искусствоведческое отделение филологического факультета МГУ и уже с 1944 года стала работать в Государственном музее изобразительных искусств им. А. С. Пушкина, который не покидала вплоть до своей кончины. Только в 1944 году, после освобождения Крыма, она узнала, что все её родственники (отец, тётка Лидия Эльнатановна, бабушка Мария Соломоновна) были расстреляны фашистами в 1942 году в Евпатории.
Всю жизнь С. И. Ходжаш проработала в Отделе древнего Востока, прославившем музей приобретением (в 1909 году, ещё при жизни его основателя, И. В. Цветаева) выдающейся коллекции B.C.Голенищева. Ученица историка искусства В. В. Павлова С. И. Ходжаш в 1945 году. окончила с отличием МГУ и аспирантуру (1946—1949), после чего успешно защитила кандидатскую диссертацию «Художественное ремесло древнего Египта периода XVIII династии» (1949). Непосредственным её наставником в Отделе вплоть до конца 1950-х годов оставалась Ирина Михайловна Лосева, урождённая Голицына (1908—1959), супруга известного военного инженера, капитана I ранга Сергея Михайловича Лосева. Благодаря И. М. Лосевой, инициировавшей раскопки древних поселений на территории бывшей Армянской ССР, в частности в Али-Берде («Кровавая крепость»), С. И. Ходжаш рано приобщилась к археологии и с 1952 году регулярно участвовала в раскопках Эребуни, с 1959 года — как начальник экспедиции. После безвременной кончины И. М. Лосевой С. И. Ходжаш вышла замуж за овдовевшего С. М. Лосева; родился сын Сергей (1961—2008), позже ставший известным московским переводчиком зарубежной искусствоведческой литературы. Многие годы С.И. Ходжаш связывала тесная дружба с М.А. Коростовцевым — выдающимся советским египтологом, у которого она также учила египетский язык.

## Работа в ГМИИ им. А. С. Пушкина и выставки
В 1964 г. она возглавила Отдел древнего Востока. 2 января 1969 г. благодаря одобрению тогдашнего министра культуры СССР Е. А. Фурцевой С. И. Ходжаш открыла в ГМИИ новую экспозицию залов искусства Древнего Египта и искусства древних цивилизаций. Из экспозиции были убраны слепки произведений искусства, приобретенные И. В. Цветаевым, остались только тщательно отобранные подлинники. Соавтором новой экспозиции был художник В. Ф. Деуль. Эта экспозиция просуществовала в музее до 2012 года.
В конце 1960-x—1970-х С. И. Ходжаш сыграла важную роль в организации выставок памятников искусства древних цивилизаций в ГМИИ. Демонстрировались «Сокровища Ирака из Иракского музея в Багдаде» (1968), «Золото доколумбовой Америки» (1976), «Амударьинский клад» (1979) и, конечно же, одна из главных выставок ГМИИ в XX веке — «Сокровища гробницы Тутанхамона» (1973).
С. И. Ходжаш также организовала в ГМИИ несколько авторских выставок. Среди них особое место занимает грандиозный проект «Путь к бессмертию» (2002; дизайнер Д. К. Бернштейн), посвященный памяти О. Д. Берлева — на этой выставке С. И. Ходжаш впервые показала почти полностью египетские фонды ГМИИ. Затем последовал проект «Изображения древнеегипетского бога Беса» (2004), посвященный культу и иконографии египетского бога-защитника и хранителя домашнего очага. Приняла С. И. Ходжаш участие и в камерной выставке «Маски» (2006), а также организовала две выставки египетского искусства в художественном музее г. Ульяновска. Как музейный хранитель С. И. Ходжаш досконально знала свои экспонаты. Она писала вступительные статьи к наборам диафильмов, сочиняла сценарии научных фильмов, выпускала альбомы и, конечно же, составляла каталоги, формировала научные картотеки с собственными рисунками. Она знакомила специалистов и широкую публику с коллекцией, стремилась не пропускать египтологических конгрессов. В 1990 г. С. И. Ходжаш защитила в Тбилиси докторскую диссертацию «Древнеегипетская глиптика», посвящённую в основном скарабеям, исследованием которых она занималась практически всю жизнь. Впоследствии вышла её книга-каталог «Древнеегипетские скарабеи» (1999).
Еще одно сложнейшее дело её жизни — составление свода древнеегипетских памятников из музеев СССР. Это начинание, предпринятое в своё время еще Б. А. Тураевым, собравшим 1640 экспонатов, было доведено С. И. Ходжаш вместе с ее постоянным соавтором О. Д. Берлевым почти до 3000 памятников. Результаты огромной работы были продемонстрированы на выставке 1991 г. «Древнеегипетские памятники из музеев СССР» (565 экспонатов), а также в ряде публикаций на русском и английском языках.
Совместно О. Д. Берлев и С. И. Ходжаш издали три замечательных каталога древнеегипетских древностей из отечественных коллекций: «Monuments of Ancient Egypt. From the Museums of Russian Federation, Ukraine, Bielorussia, Caucasus, Middle Asia and Baltic States» (Fribourg, 1998), «The Egyptian Reliefs and Stelae in the Pushkin of Fine Arts, Moscow» (1982; на английском языке, в переводе О. Д. Берлева), "Скульптура древнего Египта в собрании ГМИИ (2004, перевод древнеегипетских текстов на русский и английский О. Д. Берлева).
Все годы С. И. Ходжаш бережно хранила память о B.C. Голенищеве, материалы о котором вошли в ценный труд «Выдающийся русский востоковед B.C. Голенищев и история приобретения его коллекции в Музей (1909—1912)» (1987); о своих учителях — В. В. Павлове и И. М. Лосевой, 100-летние юбилеи которых она отметила в Музее; о О. Д. Берлеве, которому посвятила выставку «Путь к бессмертию». Кроме того, ею была издана совершенно особая книга - сборник статей «Памятники и люди» (2003), в котором она, собрав коллектив авторов, успела отдать свою дань благодарности всем предшественникам и коллегам по Отделу Востока ГМИИ.
В Отделе рукописей ГМИИ им. А. С. Пушкина сохранилась обширная переписка Светланы Измайловны со многими виднейшими отечественными и зарубежными учёными-востоковедами. Памяти С. И. Ходжаш посвятил одну из своих книг (Абидос: ступени к бессмертию. — М.:Кучково поле, 2015) её ученик и многолетний личный ассистент — известный египтолог В. В. Солкин. Также многое о Светлане Измайловне рассказывают его мемуары «Запретный город», опубликованные в Интернете. В 2010 году очередные Петербургские египтологические чтения, проходящие в Эрмитаже, были посвящены, в том числе, памяти С.И. Ходжаш.

## Основные публикации
- Выставка памятников культуры и искусства народов Объединенной Арабской Республики: Путеводитель / Авт. текста: С. И. Ходжаш, Р. Д. Шуринова, С. Б. Певзнер; Под ред. И. М. Лосевой; Министерство культуры СССР. Музей изобразительных искусств имени А. С. Пушкина. — М.: Искусство, 1958. — 72 с.
- Павлов В. В., Ходжаш С. И. Художественное ремесло Древнего Египта. — М.: Искусство, 1958. — 268 с. — 2500 экз.
- Ходжаш С. И. Каир. — М.: Искусство, 1967. — (Города и музеи мира).
  - Ходжаш С. И. Каир. — 2-е изд., испр. и доп. — М.: Искусство, 1975. — (Города и музеи мира).
- Ковтунович О. В., Ходжаш С. И. Багдад. — М.: Искусство, 1971. — 176 с. — (Города и музеи мира). — 50 000 экз.
- Ходжаш С. И. Египетское искусство в Государственном музее изобразительных искусств имени А. С. Пушкина: Альбом. — М.: Изобразительное искусство, 1971. — 108 с. — 15 000 экз.
- Ходжаш С. И., Трухтанова Н. С., Оганесян К. Л. Эребуни: Архитектура. Монументальные росписи. Художественное ремесло. — М.: Искусство, 1979. — 168 с. — 25 000 экз.
- The Egyptian Reliefs and Stelae in the Pushkin Museum of Fine Arts, Moscow / Египетские рельефы и стелы в собрании Государственного музея изобразительных искусств имени А. С. Пушкина, Москва / О. Д. Берлев, С. И. Ходжаш. — М.: Аврора, 1982. — 312 с.
- Павлов В. В., Ходжаш С. И. Египетская пластика малых форм. — М., 1985. — (Из истории мирового искусства). — 25 000 экз.
- Ходжаш С. И. (сост., науч. ред.). Выдающийся русский востоковед В. С. Голенищев и история приобретения его коллекции в Музей изящных искусств (1909—1912). — М., 1987.
- Ходжаш С. И., Этингоф О. Е. Древнеегипетские памятники из музеев СССР: Каталог выставки ГМИИ им. А. С. Пушкина. — М., 1991.
- Catalogue of the Monuments of Ancient Egypt from the Museums of the Russian Federation, Ukraine, Bielorussia, Caucasus, Middle Asia and the Baltic States. - Fribourg, 1998 (в соавторстве с О. Д. Берлевым).
- Ходжаш С. И. Древнеегипетские скарабеи: Каталог печатей и скарабеев из музеев России, Украины, Кавказа и Прибалтики. — М.: Восточная литература, 1999. — 344 с. — 800 экз. — ISBN 5-02-018068-8.
- Ancient Egyptian jewellery: Catalogue of beads, pectorals, aegises, nets for mummies, finger-rings, earrings, bracelets from Pushkin state museum of fine arts. — Moscow, 2001. 111 с. ISBN 5-02-018168-4
- Путь к бессмертию: Памятники древнеегипетского искусства в собрании Государственного музея изобразительных искусств имени А. С. Пушкина: Каталог выставки / Сост.: О. Д. Берлев, О. А. Васильева, О. П. Дюжева, О. В. Лечицкая, Р. И. Рубинштейн, Ю. А. Савельев, В. В. Смоленкова, С. И. Ходжаш, Р. Д. Шуринова. — М.: Восточная литература, 2002. — 376 с. — 1000 экз. — ISBN 5-02-018270-2.
- Берлев О. Д., Ходжаш С. И. Скульптура Древнего Египта в собрании ГМИИ им. А. С. Пушкина. — М.: Восточная литература, 2004. — 568 с. — 1000 экз. — ISBN 5-02-018364-4.
- Ходжаш С. И. Изображения древнеегипетского бога Беса в собрании ГМИИ им. А. С. Пушкина. — М.: Восточная литература, 2004. — 176 с. — ISBN 5-02-018416-0.